# Paus Innocentius V
Paus Innocentius V, geboren als Pierre de Tarantaise (Tarentaise (tegenwoordig Moûtiers in het departement Savoie), 1225 - Rome, 22 juni 1276), een dominicaan, was paus van 21 januari tot 22 juni 1276.
Hij werd circa 1224 geboren in Savoye als Pierre de Tarantaise. Rond 1240 trad hij in Lyon toe tot de Orde van de Dominicanen. Hij studeerde theologie in Parijs en doceerde er nadien. Hij schreef onder andere een commentaar op de Sententiae van Petrus Lombardus. Zijn bijnaam was Doctor Famosissimus.
Hij werd in 1272 tot aartsbisschop van Lyon gewijd en in 1273 tot kardinaal verheven. In 1274 was hij een prominent deelnemer aan het Tweede Concilie van Lyon, dat plaatsvond in de kathedraal van Lyon. In dat jaar sprak hij ook bij de begrafenis van de grote franciscaan Bonaventura. Hij werd paus als opvolger van Gregorius X. Gedurende zijn korte pontificaat kon deze eerste dominicaanse paus weinig bereiken. Hij zette zich in voor de hereniging met de Oosterse Kerken. Leo XIII verklaarde hem in 1898 zalig. Zijn feestdag is 22 juni.